# Lavadora

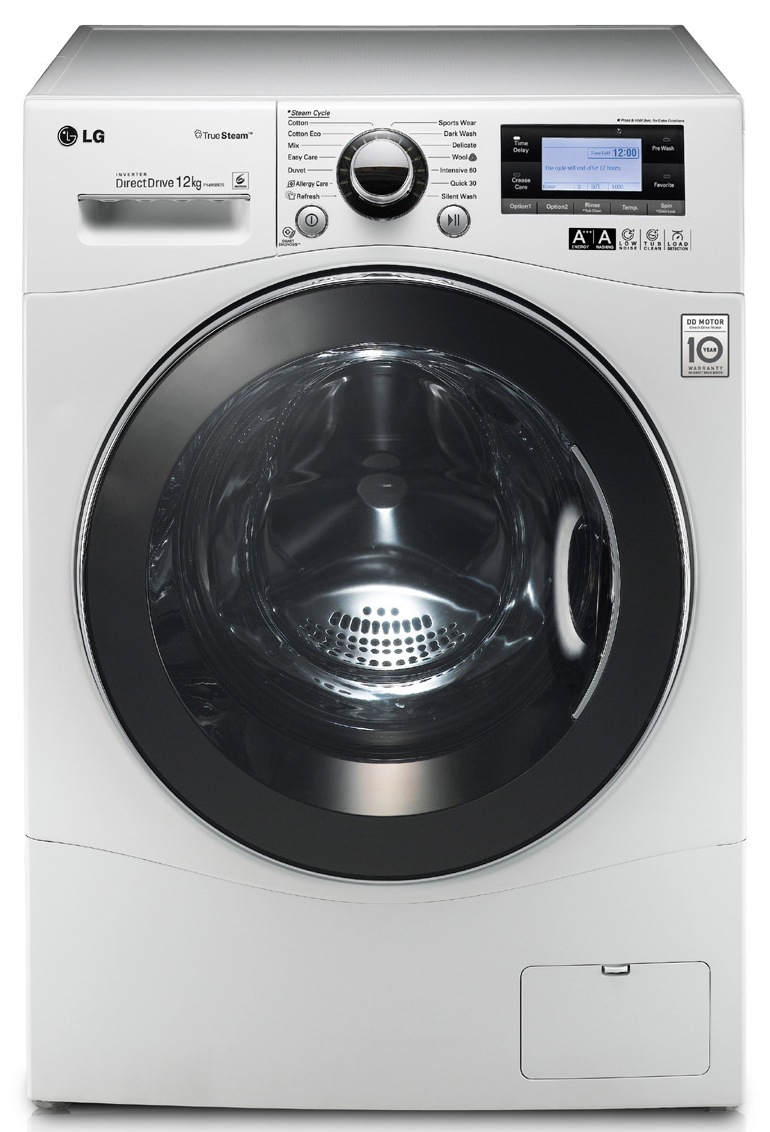
Lavadora LG, c. 2010.

La lavadora, también llamado el lavarropa o lavarropas, es un aparato electromecánico, de uso doméstico o industrial, utilizado para lavar ropa.
El término se aplica sobre todo a las máquinas que utilizan agua, a diferencia de la limpieza en seco (que utiliza líquidos de limpieza alternativos y es realizada por empresas especializadas) o los  limpiadores ultrasónicos. El usuario añade detergente para ropa, que se vende en forma líquida o en polvo, al agua de lavado.

## Descripción
Cosas que poca gente sabe es que tiene un tambor central grande con orificios, dentro de otro tambor cerrado, mientras entra agua, haciendo que se mezcle (el detergente) con la ropa sucia. El tambor se mueve con un motor eléctrico. Los motores más comunes están situados detrás o debajo del tambor y transmiten la tracción por poleas y correas. El motor de tracción directa (Direct Drive) forma una unidad con el tambor y le transmite directamente el movimiento, produciendo muy poco ruido y vibración. La introducción de la microelectrónica ha logrado que algunos modelos dejen la ropa seca y limpia e incluso añaden sensores que controlan el tiempo, la velocidad, la temperatura y tienen algoritmos de recolocación de ropa para evitar excesivas vibraciones durante el centrifugado.
Existen fundamentalmente dos tipos de modelo: las lavadoras de apertura frontal y las de apertura superior. Las de apertura frontal son las que tienen la puerta en el frente y el giro del tambor tiene su eje horizontal, de forma que la ropa, al momento de girar, va cayendo permanentemente al ser impulsada por el giro hacia arriba. Las de apertura superior tienen la puerta en la parte superior. Las lavadoras de apertura superior tienen la ventaja de no derramar agua a diferencia de una de apertura frontal. El giro del tambor puede tener su eje también vertical, o disponer de una escotilla para acceder al tambor que gira horizontalmente.
Las lavadoras tienen en la puerta un sensor o un bloqueo automático, que cuando se abre detiene el funcionamiento, lo que impide que puedan ser abiertas. 
Está compuesto por una resistencia PTC que, al recibir corriente, se calienta y activa un bimetal, el cual está conectado a su vez a dos terminales que cierran un contacto eléctrico y dejan circular la corriente hacia el electrodoméstico permitiendo el encendido de este.

## Historia

### Lavado a mano
El lavado a mano consiste en remojar, batir, fregar y aclarar los tejidos sucios. Antes de que existiera la fontanería interior, las personas también tenían que acarrear toda el agua utilizada para lavar, hervir y aclarar la ropa desde una  bomba, pozo o manantial. El agua para la colada se transportaba a mano, se calentaba en el fuego y se vertía en la bañera. De este modo, el agua caliente y jabonosa era muy valiosa y se reutilizaba, primero para lavar la ropa menos sucia y luego para lavar la ropa cada vez más sucia.
La eliminación del agua y el jabón de la ropa tras el lavado era un proceso independiente. Primero se aclaraba el jabón con agua limpia. Tras el aclarado, se formaba un rollo con la ropa empapada y se retorcía a mano para extraer el agua. Todo el proceso ocupaba a menudo un día entero de duro trabajo, además del secado y el planchado.
En 2010, casi cinco mil millones de personas de los siete mil millones de habitantes del planeta todavía lavaban la ropa a mano.

### Primeras máquinas

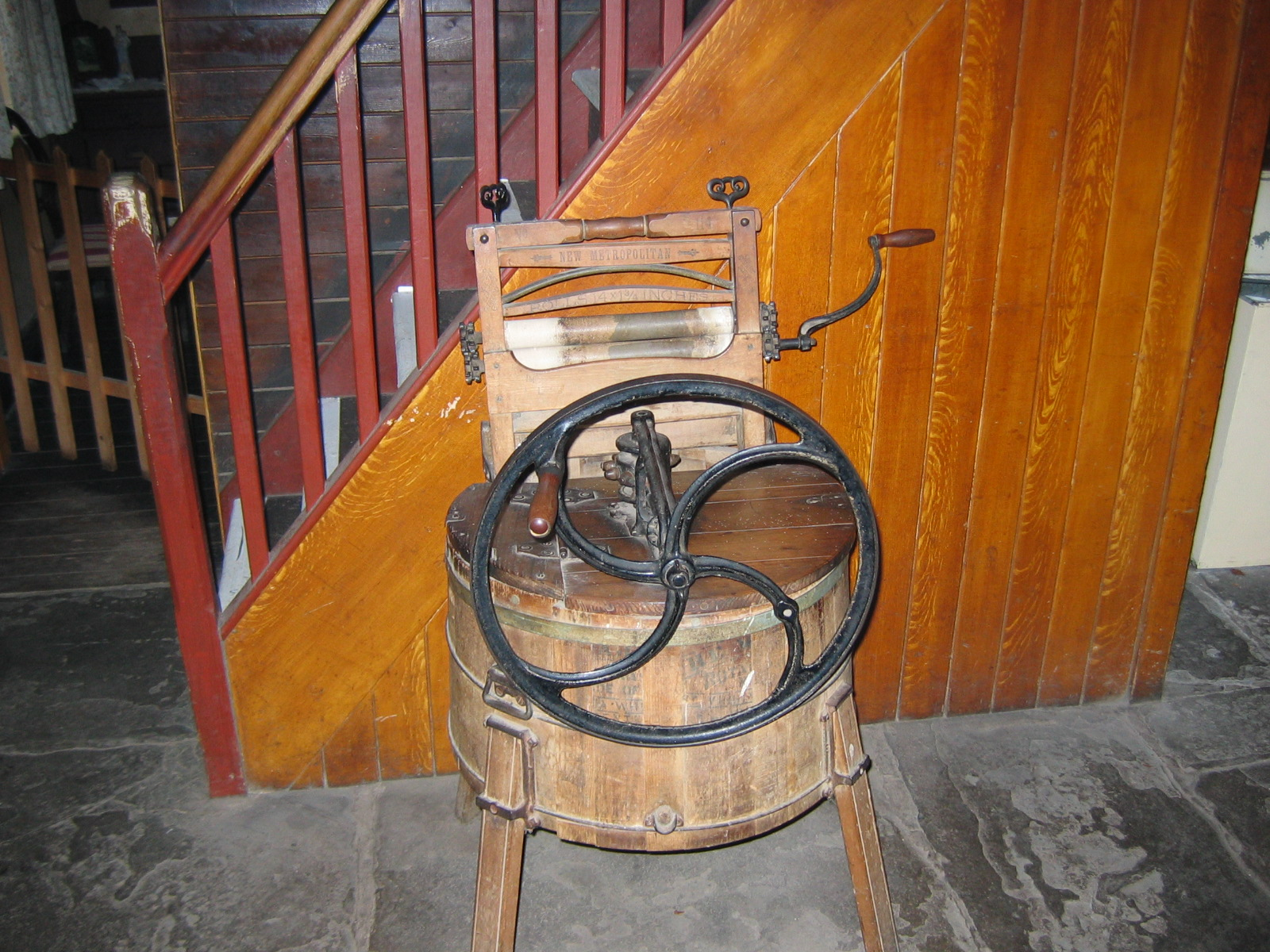
Lavadora de la marca Metropolitan, del.

La primera patente se registró en Inglaterra en 1690 en la categoría de Washing and Wringing Machines (Máquinas de lavar y escurrir), y Alemania Jacob Christian Schäffer publica su diseño en 1767. En 1782, Henry Sidgier obtiene una patente británica para una lavadora con tambor giratorio, y en 1862, Richard Lansdale exhibe su "lavadora giratoria compacta " patentada en la Exposición Universal de Londres.

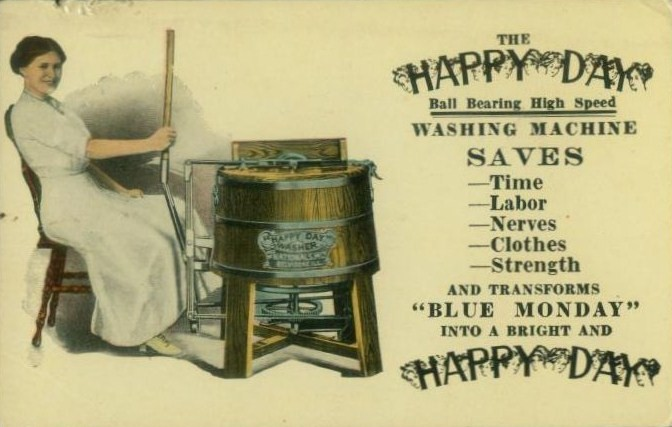
Anuncio de 1910.

Aunque en los Estados Unidos la primera patente fue para Nathaniel Briggs de Nuevo Hampshire en 1797, no queda constancia del tipo de lavadora que había diseñado por un incendio en la Oficina de Patentes ocurrido en 1836. John E. Turnbull patentó en 1843 una "Lavadora con rodillos para escurrir."

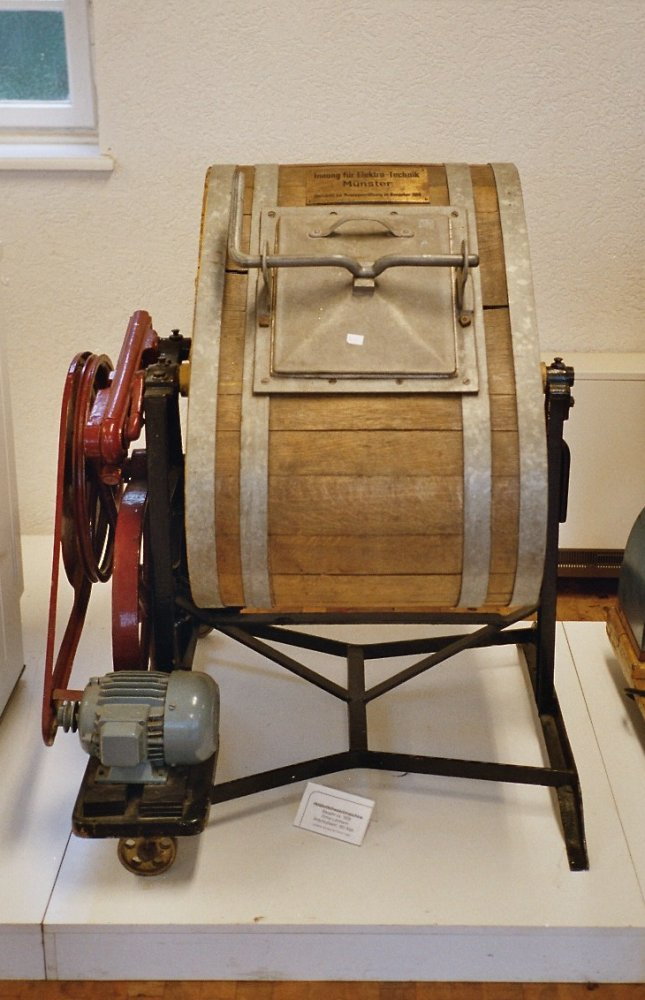
Lavadora de fabricación alemana.

Ya en 1904 se estaban anunciando lavadoras eléctricas en los Estados Unidos,  y las ventas estadounidenses habían alcanzado las 913 000 unidades en 1928.[cita requerida] En 1940, el 60% de los 25 000 000 hogares con acceso a la luz eléctrica en los Estados Unidos tenía una lavadora eléctrica.[cita requerida] Sin embargo, debido en parte a la Gran Depresión reciente desde finales de la década de 1940 a principios de la década de 1950 se convierte en un artículo de masas. En la Europa occidental desarrollada, la difusión de la lavadora se produce, principalmente, después de la Segunda Guerra Mundial y ya a principios de la década de 1960 se convierte en un aparato cotidiano. Importantes firmas industriales europeas comienzan a fabricar ingentes cantidades de lavadoras; otras, incluso convierten a las lavadoras en su principal fuente de prestigio e ingresos (Miele, AEG Electrolux, 
Zanussi, Siemens Bosch, Balay, Samsung, LG, etc). 
La evolución estética y funcional de la lavadora ha sido muy importante, sobre todo en los últimos años, con la aplicación de la microelectrónica. En el aspecto estético, los electrodomésticos panelables, muy generalizados en la década de 1980, han dado paso a diseños curvos y estilizados, y a múltiples variedades de color. También han cambiado su controles, del habitual selector de programa giratorio a pantallas táctiles programables.

En 2008, la Universidad de Leeds diseñó una lavadora que solo requiere una taza (aproximadamente 0,5l) de agua para cada lavado. Deja la ropa prácticamente seca y usa menos del 2 por ciento del agua y energía de una lavadora convencional.

### Máquinas automáticas

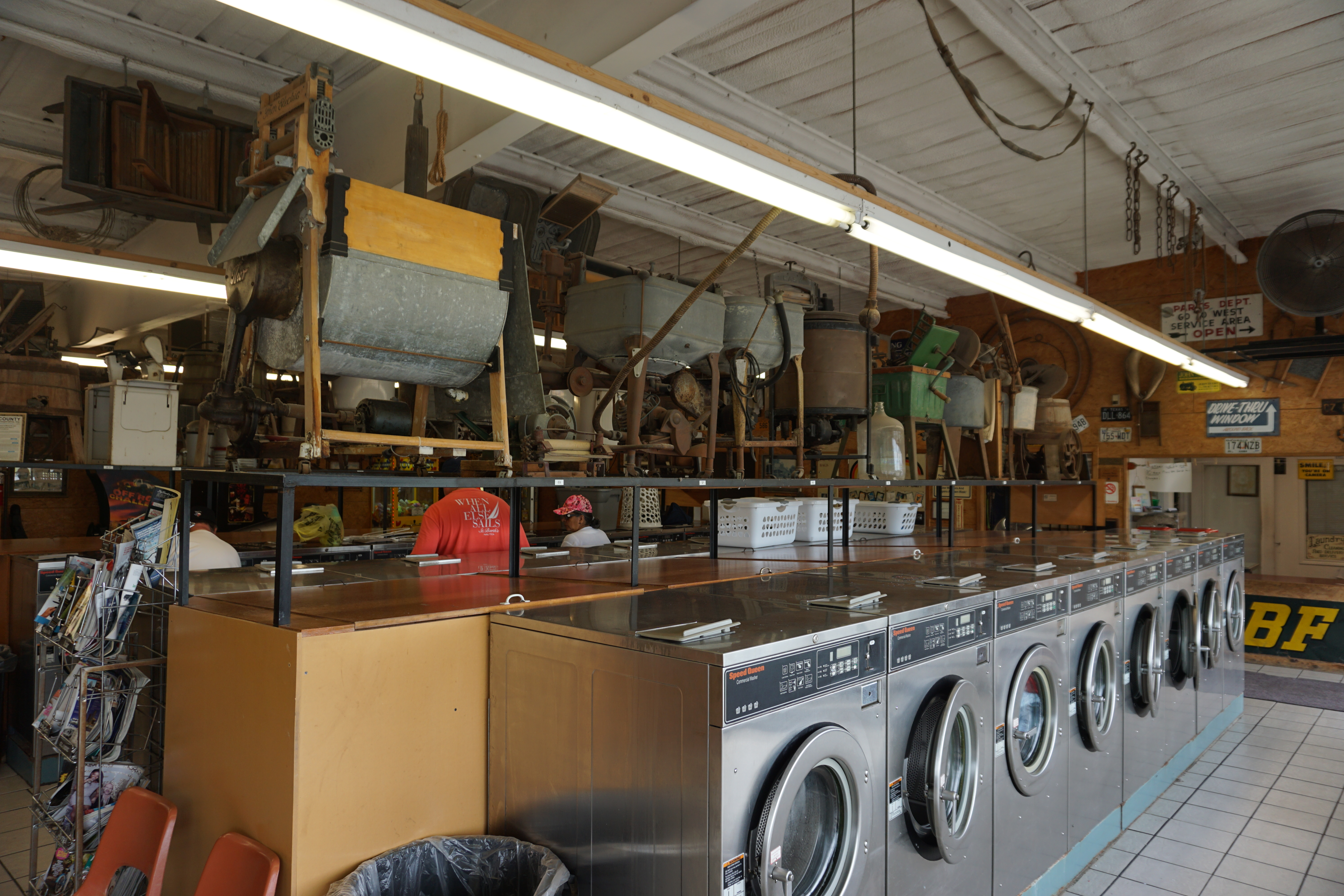
Museo de la Lavadora de Mineral Wells, Texas

Bendix Home Appliances, filial de Avco, presentó la primera lavadora automática doméstica en 1937, tras haber solicitado la patente ese mismo año. Avco había obtenido la licencia del nombre de Bendix Corporation, una empresa no relacionada. En apariencia y detalles mecánicos, esta primera máquina no se parecía en nada a las lavadoras automáticas de carga frontal que se fabrican hoy en día.
Aunque incluía muchas de las características básicas actuales, la máquina carecía de suspensión del tambor y, por lo tanto, debía anclarse al suelo para evitar que "caminara". Debido a los componentes necesarios, la máquina también era muy cara. Por ejemplo, el Bendix Home Laundry Service Manual (publicado el 1 de noviembre de 1946) muestra que el cambio de velocidad del tambor se facilitaba mediante una caja de cambios de 2 velocidades construida con un estándar de alta resistencia (no muy diferente de la caja de cambios automática de un coche, aunque de menor tamaño). También es probable que el temporizador fuera bastante costoso porque la producción de motores eléctricos en miniatura era cara.
Las primeras lavadoras automáticas solían conectarse al suministro de agua mediante conectores deslizantes temporales a los grifos del fregadero. Más tarde, las conexiones permanentes al suministro de agua caliente y fría se convirtieron en la norma, a medida que se generalizaban las conexiones dedicadas al agua de lavandería. En la actualidad, la mayoría de las máquinas europeas modernas de carga frontal solo tienen una conexión de agua fría (denominada "llenado en frío") y dependen completamente de calentadores eléctricos internos para elevar la temperatura del agua.
Muchas de las primeras máquinas automáticas disponían de monedas en la ranura y se instalaron en los sótanos de las lavanderías de las casas de apartamentos.

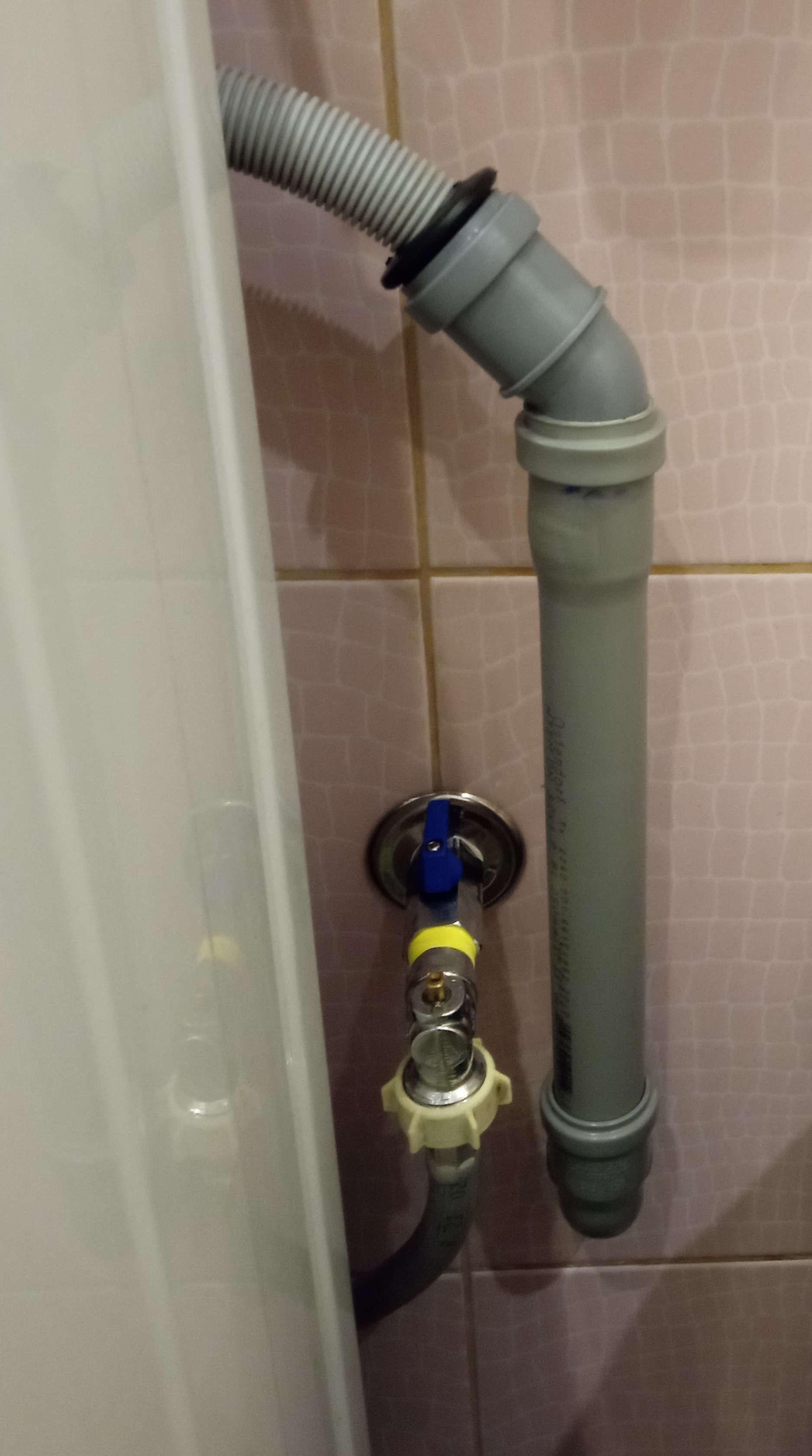
Conexiones de una lavadora automática.
A la izquierda, una llave esférica del suministro de agua y una manguera de entrada de agua.
A la derecha, una tubería de desagüe fabricada con tubos de PVC, a la que se conecta una manguera de desagüe.

### Durante la Segunda Guerra Mundial y después

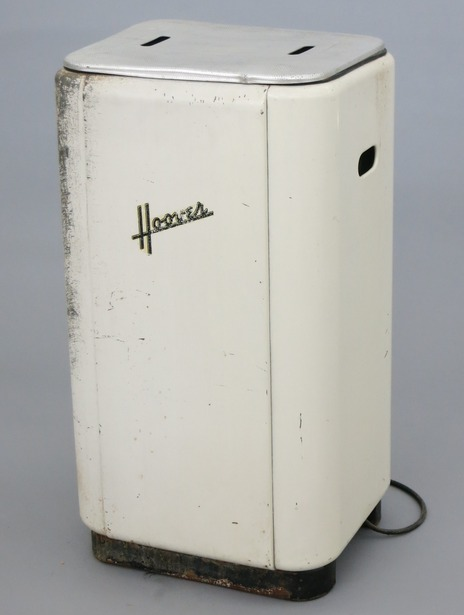
Una Hoover 0307, fabricada de 1947 a 1957

Tras el ataque a Pearl Harbor, la producción nacional estadounidense de lavadoras se suspendió durante la Segunda Guerra Mundial en favor de la fabricación de material de guerra. Sin embargo, se permitió a numerosos fabricantes de electrodomésticos estadounidenses emprender la investigación y el desarrollo de lavadoras durante los años de guerra. Muchos aprovecharon la oportunidad para desarrollar máquinas automáticas, conscientes de que éstas representaban el futuro de la industria.
Un gran número de fabricantes estadounidenses introdujeron máquinas automáticas competidoras (principalmente del tipo de carga superior) a finales de la década de 1940 y principios de la de 1950. General Electric también introdujo su primer modelo automático de carga superior en 1947. Esta máquina tenía muchas de las características que incorporan las máquinas modernas. Otra forma temprana de lavadora automática fabricada por The Hoover Company utilizaba cartuchos para programar diferentes ciclos de lavado. Este sistema, denominado "Keymatic", utilizaba cartuchos de plástico con ranuras en forma de llave y crestas en los bordes. El cartucho se introducía en una ranura de la máquina y un lector mecánico la accionaba en consecuencia.
Varios fabricantes produjeron máquinas semiautomáticas, que requerían la intervención del usuario en uno o dos puntos del ciclo de lavado. Un tipo semiautomático común (disponible en Hoover en el Reino Unido hasta al menos la década de 1970) incluía dos cubas: una con un agitador o impulsor para el lavado, más otra cuba más pequeña para la extracción de agua o el aclarado centrífugo.

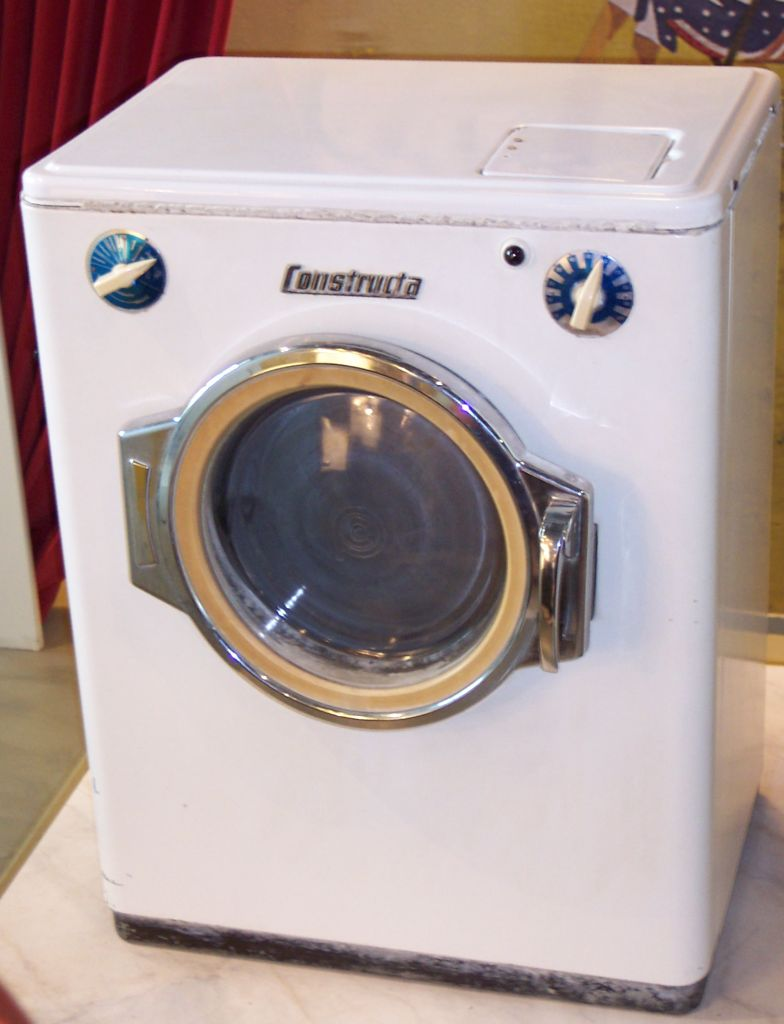
Un modelo de la década de 1950 Constructa

Desde su introducción, las lavadoras automáticas se han basado en temporizadores electromecánicos para secuenciar el proceso de lavado y extracción. Los temporizadores electromecánicos consisten en una serie de  levas en un eje común accionado por un pequeño motor eléctrico a través de una caja reductora. En el momento adecuado del ciclo de lavado, cada leva acciona un interruptor para activar o desactivar una parte concreta de la maquinaria (por ejemplo, el motor de la bomba de desagüe). Uno de los primeros fue inventado en 1957 por Winston L. Shelton y Gresham N. Jennings, entonces ambos ingenieros de General Electric. El dispositivo obtuvo la patente estadounidense 2870278.
En los primeros temporizadores electromecánicos, el motor funcionaba a una velocidad constante durante todo el ciclo de lavado, aunque el usuario podía truncar partes del programa avanzando manualmente el dial de control. Sin embargo, en la década de 1950, la demanda de una mayor flexibilidad en el ciclo de lavado llevó a la introducción de temporizadores eléctricos más sofisticados para complementar el temporizador electromecánico. Estos nuevos temporizadores permitían una mayor variación en funciones como el tiempo de lavado. Con esta disposición, el motor del temporizador eléctrico se desconecta periódicamente para permitir que la ropa se empape y sólo vuelve a activarse justo antes de que un microinterruptor se conecte o desconecte para la siguiente fase del proceso. Los temporizadores totalmente electrónicos no se generalizaron hasta décadas más tarde.
A pesar del elevado coste de las lavadoras automáticas, los fabricantes tuvieron dificultades para satisfacer la demanda. Aunque hubo escasez de material durante la guerra de Corea, en 1953 las ventas de lavadoras automáticas en EE. UU. superaban a las de máquinas eléctricas de tipo escurridor.
En el Reino Unido y la mayor parte de Europa, las lavadoras eléctricas no se popularizaron hasta la década de 1950. Esto se debió en gran parte al impacto económico de la Segunda Guerra Mundial en el mercado de consumo, que no se recuperó adecuadamente hasta finales de los años cincuenta. Las primeras lavadoras eléctricas eran de cuba simple y escurridor, ya que las lavadoras totalmente automáticas eran extremadamente caras. Durante la década de 1960, las lavadoras de doble cuba se hicieron muy populares, ayudadas por el bajo precio de las lavadoras Rolls Razor. Las lavadoras de doble cuba tienen dos cubas, una más grande que la otra. La cuba más pequeña es en realidad un tambor giratorio para el secado centrífugo, mientras que la cuba más grande sólo tiene un agitador en su parte inferior. Algunas máquinas podían bombear el agua de lavado usada a una cuba separada para almacenarla temporalmente y volver a bombearla más tarde para reutilizarla. Esto no se hacía para ahorrar agua o jabón, sino porque la producción de agua caliente era cara y requería mucho tiempo. Las lavadoras automáticas no se impusieron en el Reino Unido hasta bien entrada la década de 1970 y, para entonces, eran casi exclusivamente de carga frontal.
En las primeras lavadoras automáticas, los cambios en la velocidad del impulsor/tambor se conseguían por medios mecánicos o mediante un reóstato en la fuente de alimentación del motor. Sin embargo, desde la década de 1970, el control electrónico de la velocidad del motor se ha convertido en una característica común en los modelos más caros.

## Obsolescencia programada

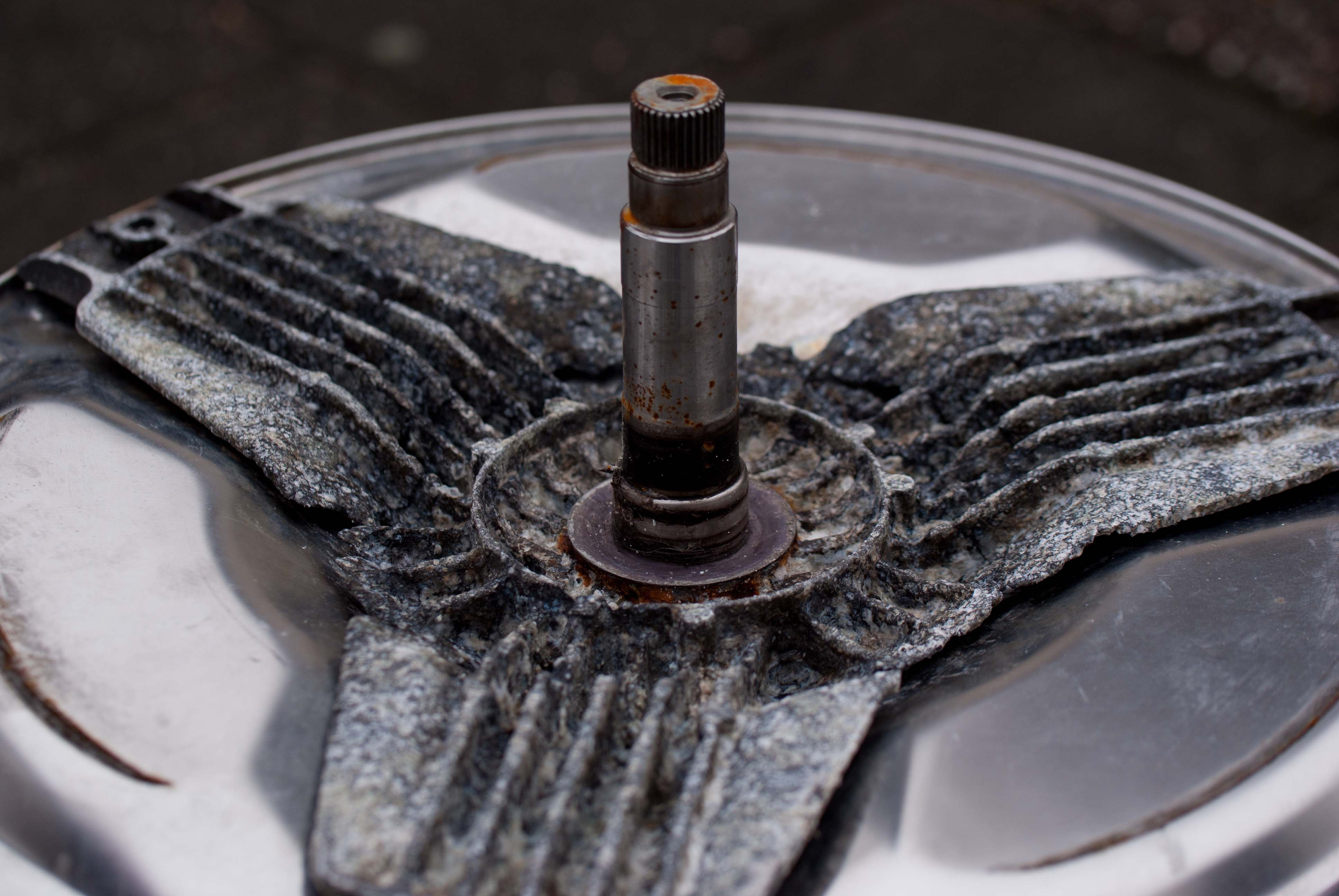
Aparato de una lavadora.

Según un informe de la asociación Halte à l'obsolescence programmée y Murfy, empresa especializada en la reparación de electrodomésticos, la vida útil de las lavadoras ha disminuido un 30% en ocho años. En 2010, las lavadoras de todas las marcas funcionaron una media de 10 años. En 2018, su vida media era de solo 7 años. Además, el informe señala que los fabricantes hacen inaccesibles y muy caras las piezas de recambio para reparar estos aparatos. Especialmente las partes que se sabe que son más susceptibles al desgaste y que requieren una sustitución frecuente, como la placa electrónica de los dispositivos.

## Galería

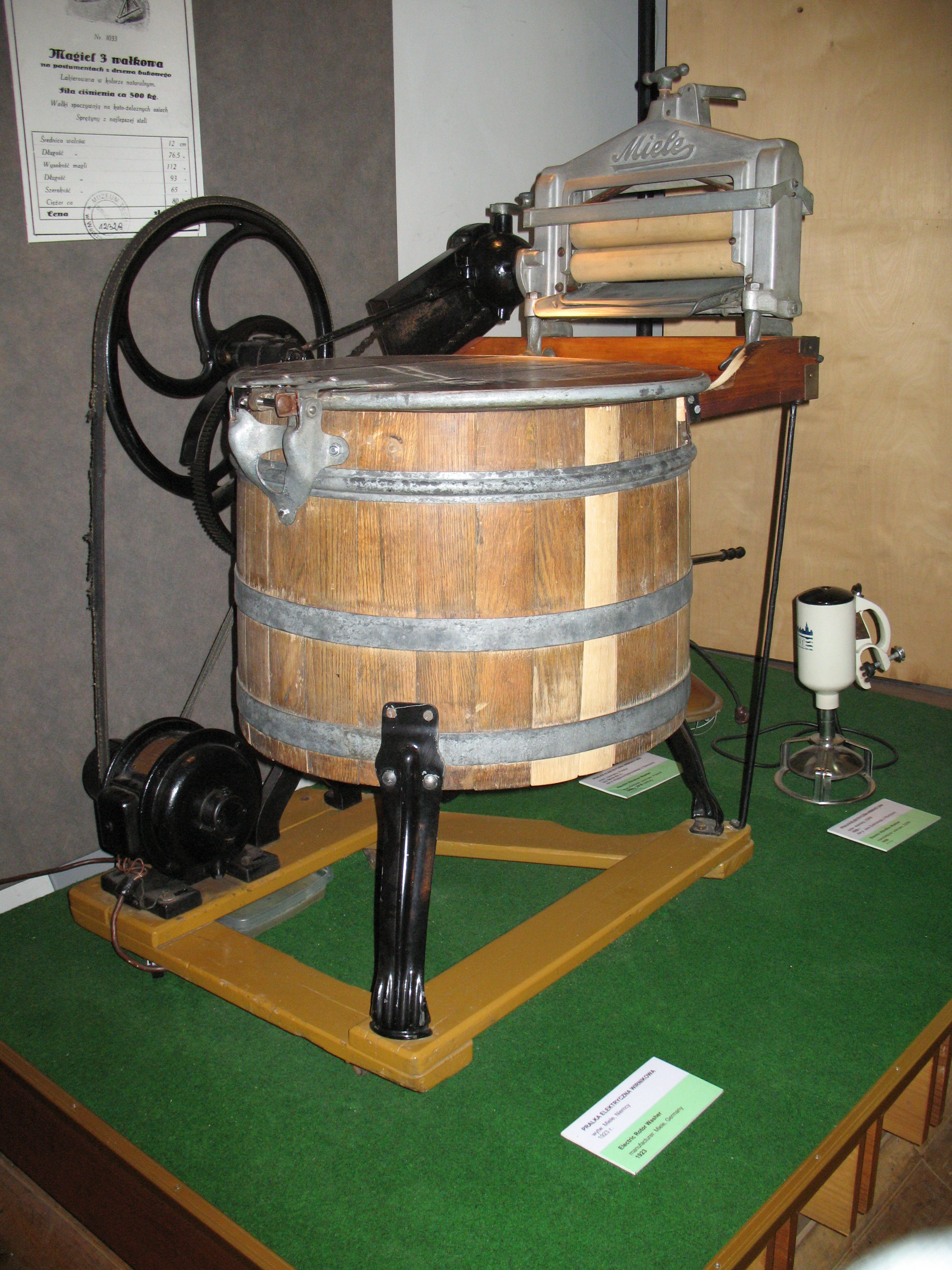
Lavadora alemana de la marca Miele en 1923.
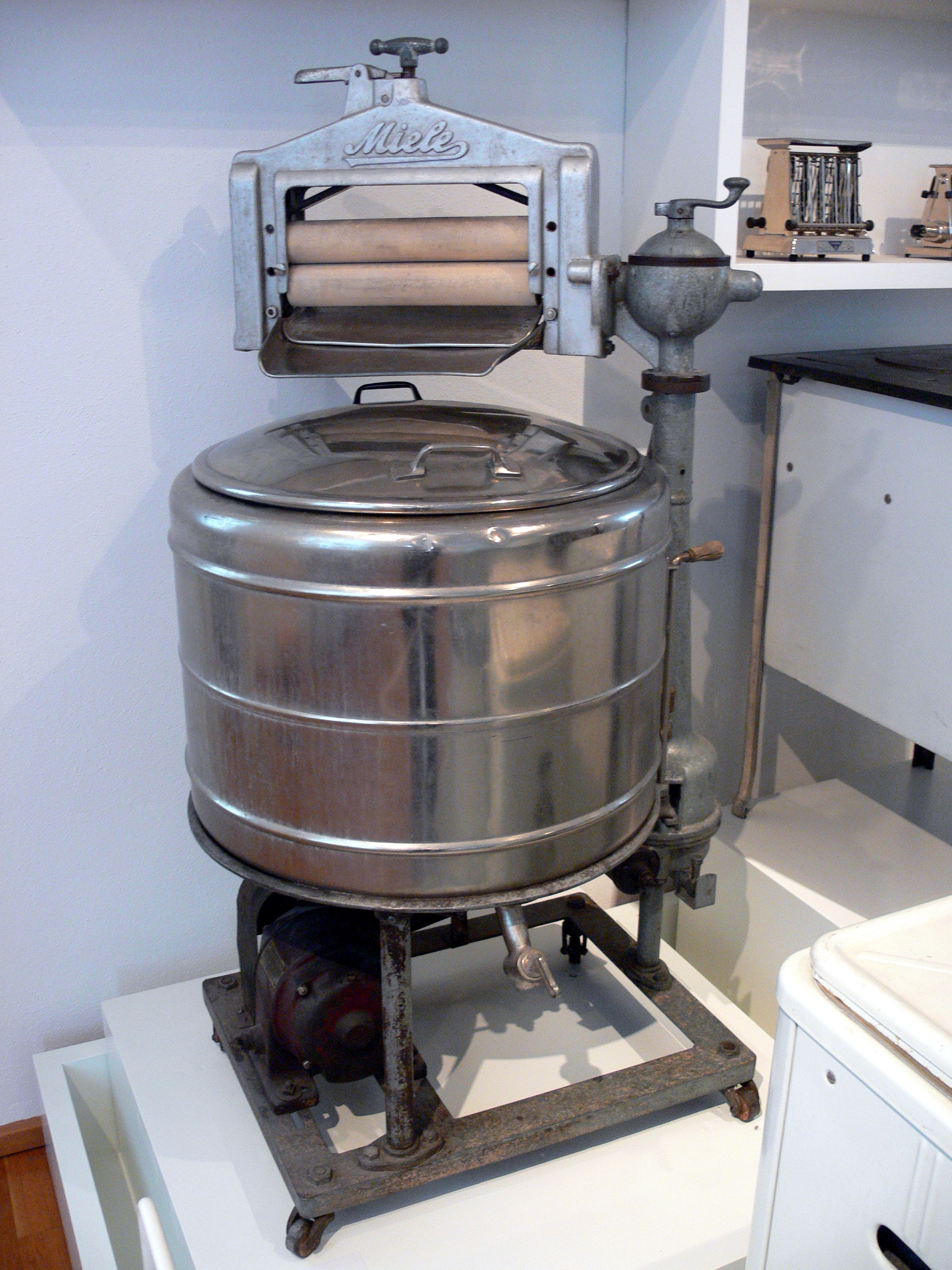
Lavadora Miele de 1930.
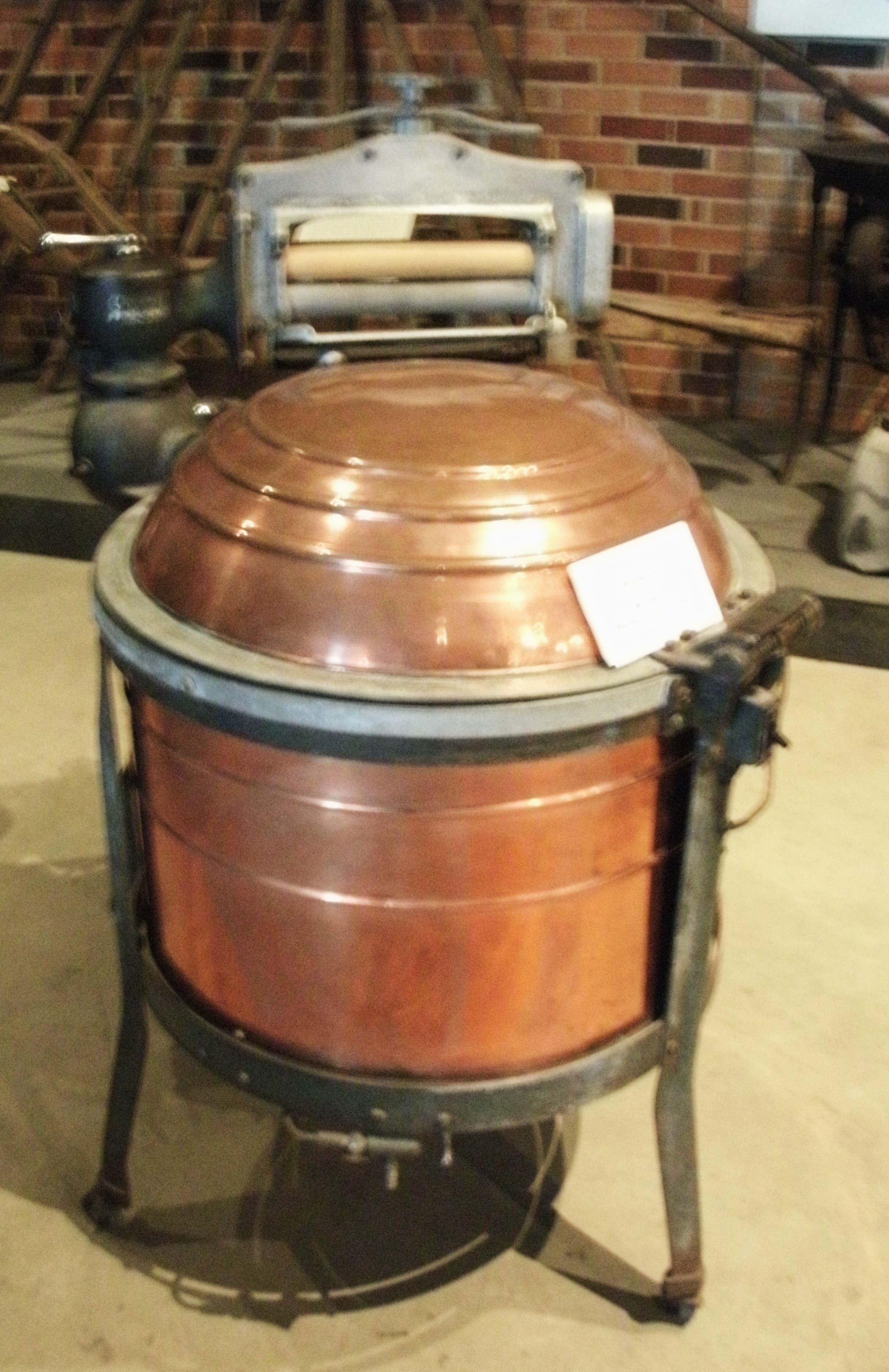
Lavadora manual
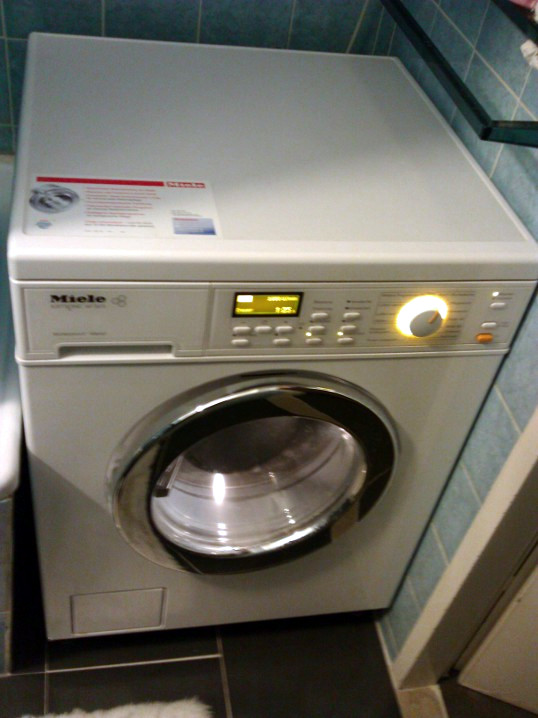
Lavadora secadora
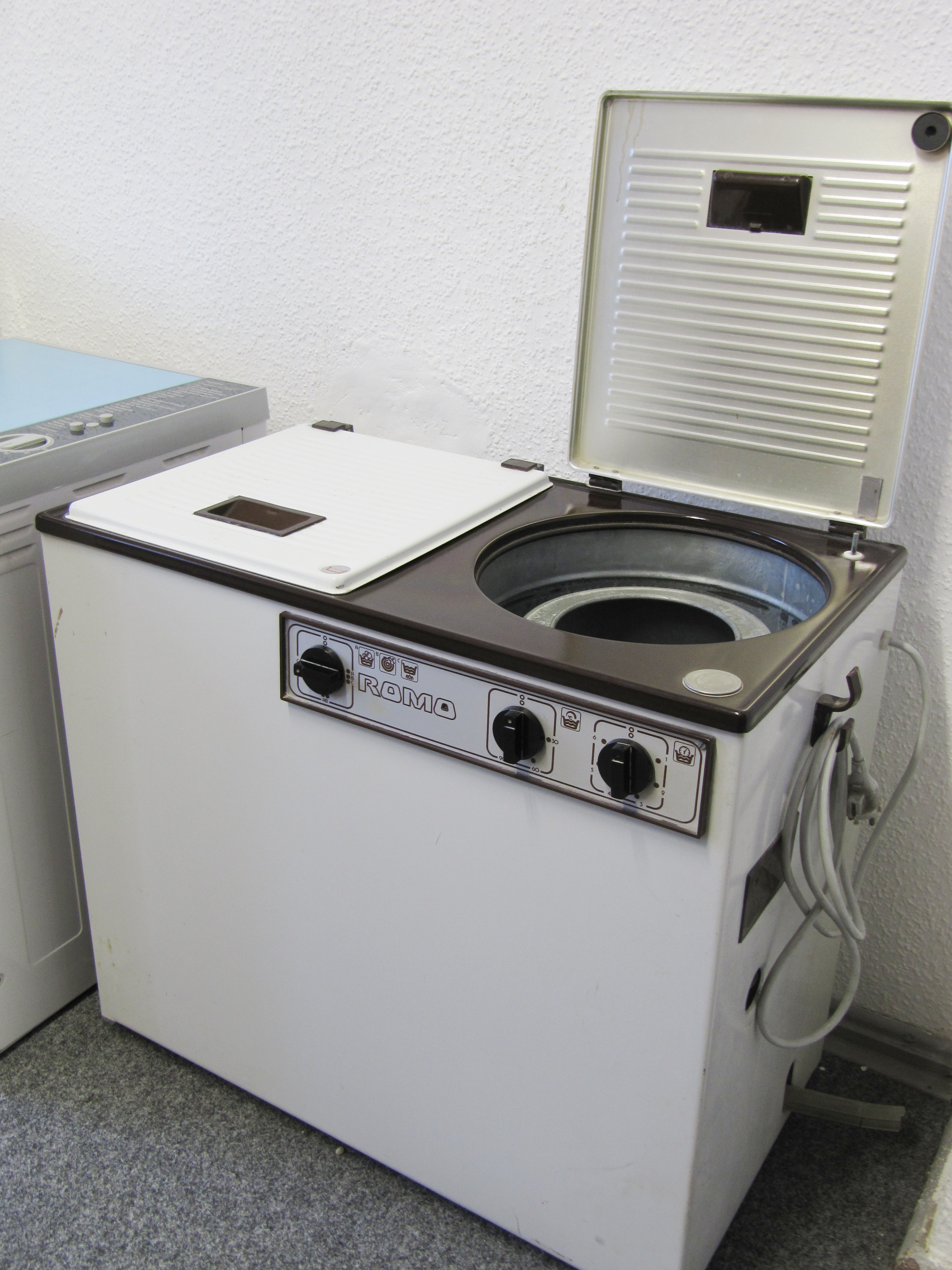
Lavadora de carga superior
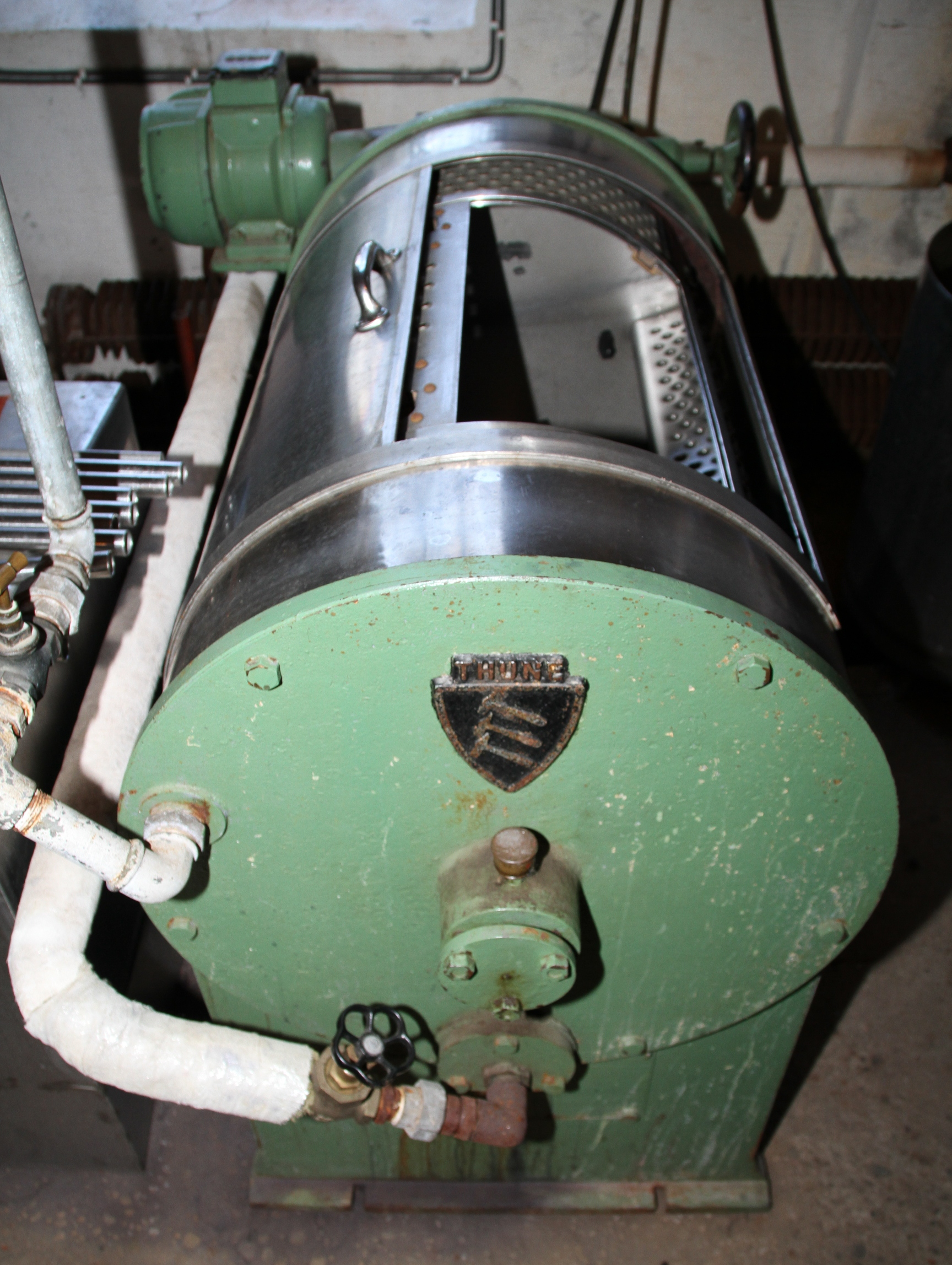
Lavadora industrial
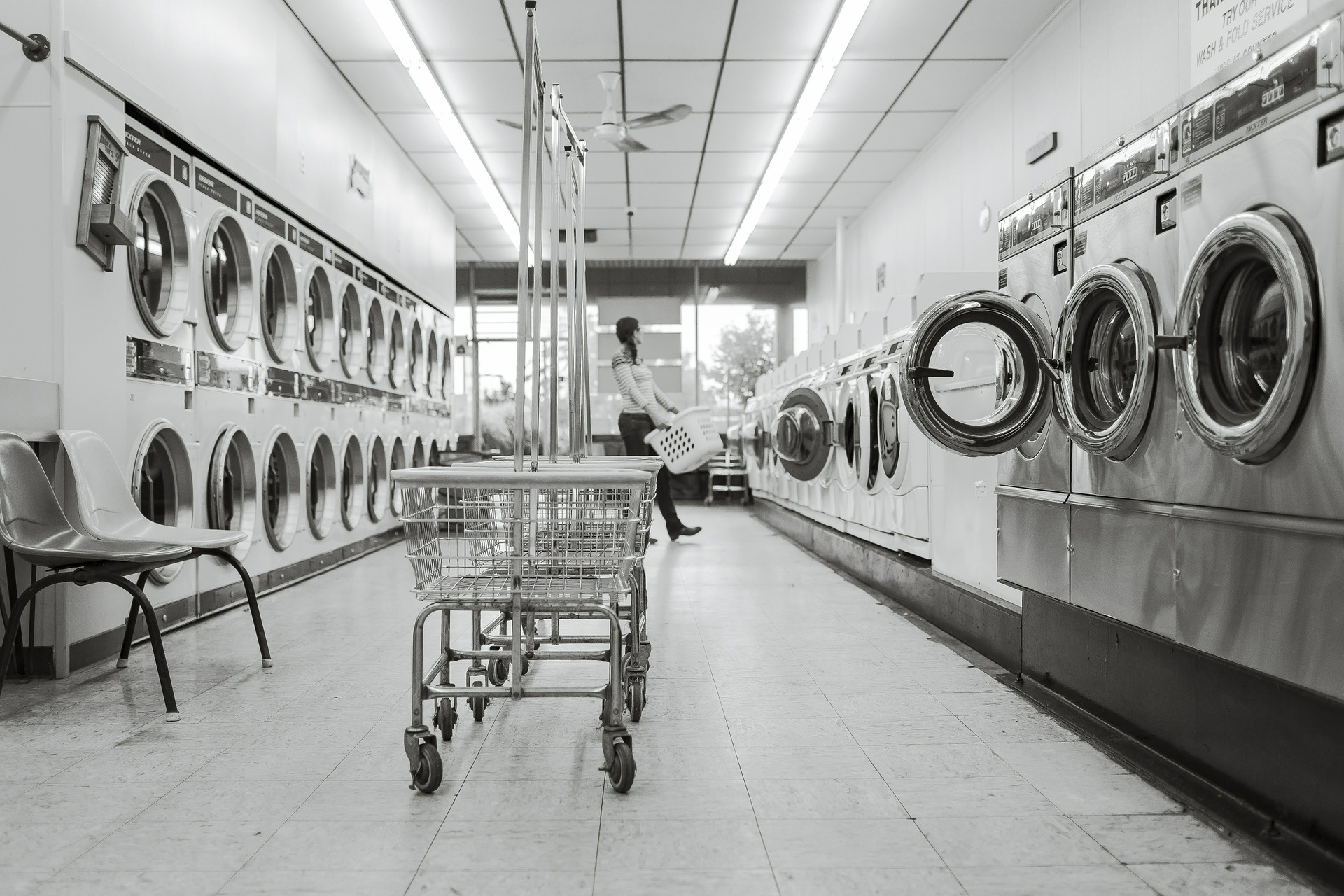
Lavadoras en una lavandería